# Schakklubben av 1911
Schakklubben av 1911 – norweski klub szachowy z siedzibą w Oslo, zwycięzca Eliteserien w 2020 roku.

## Historia
Klub został założony w 1911 roku z inicjatywy Einara Eggena i Leifa Sindinga. W ramach działalności m.in. rozgrywano mecze towarzyskie z Bergens SK, Moss SK i ASK Odin, w 1920 roku odbył się także mecz telefoniczny z Aalesunds SL. W 1936 roku klub pierwszy raz w historii zdobył mistrzostwo kraju. W okresie II wojny światowej klub funkcjonował niejawnie. W 1994 roku klub połączył się z Brugata SK. W 2008 roku klub zdobył wicemistrzostwo Eliteserien. W tym samym roku norweski klub zadebiutował w Pucharze Europy. Zespół wygrał wówczas z Gambitem Bonnevoie i CA Mérida Patrimonio de la Humanidad, zremisował z Oslo SS i Istogu Istog oraz przegrał z Beer Sheva Chess Club, Barbican Chess Club i LSG, zajmując w klasyfikacji końcowej 41. miejsce. W 2013, 2016 i 2017 zespół ponownie uzyskał wicemistrzostwo Norwegii. W 2016 roku po raz drugi klub wystąpił w Pucharze Europy, gdzie wygrał dwa mecze (z Cardigan Chess Club i Trinity College Dublin), zremisował jeden (z ŠK Modra) i przegrał cztery, zajmując 49. pozycję w klasyfikacji. W sezonie 2019/2020 klub wygrał Eliteserien. Czołowym zawodnikiem drużyny był wówczas Frode Urkedal.